# Khaled al-Massad
Khaled al-Massad (* 16. Oktober 1995) ist ein kuwaitischer Leichtathlet, der sich auf den Hochsprung spezialisiert hat.

## Sportliche Laufbahn
Erste Erfahrungen bei internationalen Meisterschaften sammelte Khaled al-Massad im Jahr 2019, als er bei den Asienmeisterschaften in Doha mit übersprungenen 2,00 m in der Qualifikationsrunde ausschied. 2021 belegte er bei den Arabischen Meisterschaften in Radès mit 2,00 m den fünften Platz und im Jahr darauf gelangte er bei den Islamic Solidarity Games in Konya mit 2,09 m auf Rang sechs. 
In den Jahren 2021 und 2022 wurde al-Massad kuwaitischer Meister im Hochsprung.

## Persönliche Bestleistungen
- Hochsprung: 2,10 m, 18. Mai 2022 in Kuwait